# Raise Your Fist
Raise Your Fist es un álbum de estudio de la cantante alemana Doro, lanzado el 19 de octubre de 2012 por Nuclear Blast Records. La canción "Hero" es una dedicatoria especial al fallecido cantante estadounidense Ronnie James Dio (Rainbow, Black Sabbath). Cuenta con las colaboraciones del cantante y bajista Lemmy y del guitarrista Gus G.

## Lista de canciones
| N.º | Título                              | Escritor(es)                           | Duración |  |
| 1.  | «Raise Your Fist in the Air»        | Andreas Bruhn, Doro                    | 3:47     |  |
| 2.  | «Coldhearted Lover»                 | Wolfgang Michels, Pesch                | 3:35     |  |
| 3.  | «Rock Till Death»                   | Filip Sembera, Lucie Roubickova, Pesch | 3:02     |  |
| 4.  | «It Still Hurts»                    | Bruhn, Pesch                           | 4:09     |  |
| 5.  | «Take No Prisoner»                  | Dennis Krüger, Pesch                   | 3:08     |  |
| 6.  | «Grab the Bull (Last Man Standing)» | Bruhn, Pesch                           | 4:57     |  |
| 7.  | «Engel»                             | Bruhn, Pesch                           | 5:13     |  |
| 8.  | «Freiheit (Human Rights)»           | Bruhn, Pesch                           | 3:44     |  |
| 9.  | «Little Headbanger (Nackenbrecher)» | Bruhn, Pesch                           | 3:14     |  |
| 10. | «Revenge»                           | Bas Maas, Pesch                        | 4:48     |  |
| 11. | «Free My Heart»                     | Bruhn, Pesch                           | 5:09     |  |
| 12. | «Victory»                           | Kendal Stubbs, Roderick Colebrook      | 3:11     |  |
| 13. | «Hero»                              | Pesch, Joey Balin                      | 4:04     |  |

## Personal
- Doro - voz, producción
- Bas Maas - guitarras
- Luca Princiotta - guitarras, teclados
- Nick Douglas - bajo
- Johnny Dee - percusión
- Lemmy - voz en canción 4
- Gus G - guitarra en canción 6